# Atletsko društvo Kladivar Celje
Atletsko društvo Kladivar Celje je atletsko društvo, ki deluje v Celju in je bilo ustanovljeno 3. januarja 1950.

## Odlikovanja in nagrade
Leta 1998 je prejel častni znak svobode Republike Slovenije z naslednjo utemeljitvijo: »ob petdesetletnici delovanja za prispevek pri vzgoji športnikov in športnih delavcev ter za zasluge, pomembne za razvoj, napredek in uveljavitev slovenskega športa doma in v svetu«.